# Vozovna Komín

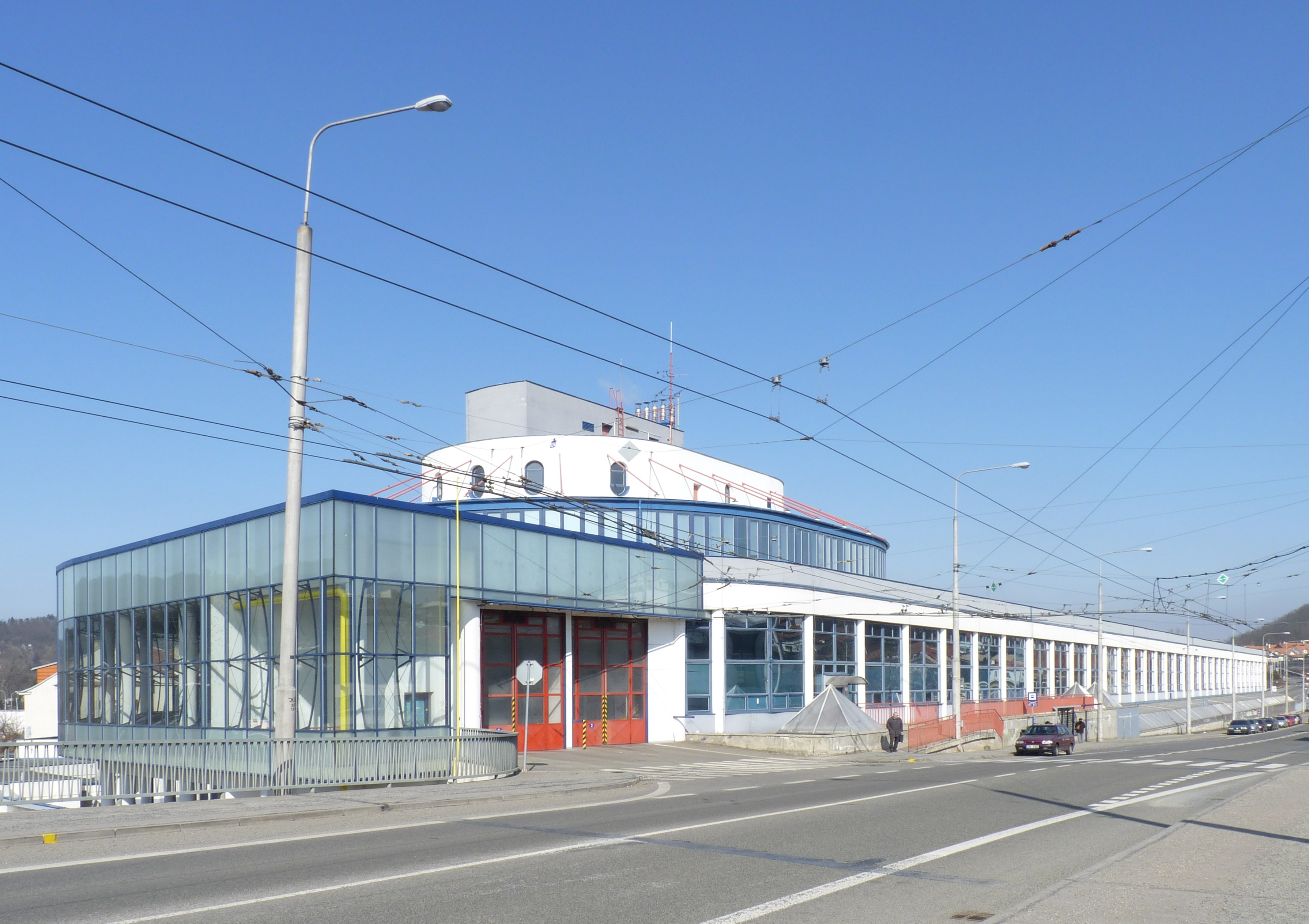
Komínská vozovna z Veslařské ulice

Vozovna Komín je trolejbusová vozovna v Brně, zprovozněna byla v roce 1997.

## Historie
O stavbě nové trolejbusové vozovny v Brně uvažoval Dopravní podnik města Brna již od 80. let 20. století. Pozemek, kde měla stát, byl vybrán již v roce 1984 a zanesen do územního plánu města Brna. Jenže chyběly peníze, proto po mnoha odkladech výstavba začala až na konci roku 1994, kdy byl slavnostně položen základní kámen. Projekt vypracovala společnost Centroprojekt Zlín. Přes některé potíže (zvyšující se náklady, nevykoupené domy na místě plánované příjezdové komunikace) však stavba rychle pokračovala a již na počátku roku 1997 mohla být celá vozovna zatrolejována. Stavba příjezdové cesty ale dosud nebyla ukončena, proto došlo výstavbě provizorního trolejového vedení po ulici Jundrovské.
Komínská vozovna je dvoupodlažní stavba dlouhá 240 m a široká 35 m. V dolním patře jsou umístěny prostory pro denní a střední údržbu, celé horní podlaží zabírá plocha pro deponování trolejbusů. V areálu se nachází mycí linka a také krytá testovací dráha pro zkoušení opravených trolejbusů. Vozy vjíždí z ulice Veslařské po objetí celé budovy do spodního patra vozovny. Odtud po ošetření pokračují zatočenou rampou do horního patra, odkud je již přímý výjezd do Veslařské ulice, která v tomto místě již přechází na most vedoucí přes výpadovou komunikaci a tramvajovou trať.
Slavnostní otevření vozovny se konalo 11. května 1997. Provizorní napojení po Jundrovské ulici bylo zrušeno až v září 1998, kdy již byla hotová definitivní příjezdová komunikace. Vozovna byla v roce 1999 napojena také na trolejbusové tratě v oblasti Pisárek pomocí dlouhé manipulační trati po Veslařské ulici přes Jundrov. Tato trať byla pro pravidelný osobní provoz využita až od roku 2004, kdy byla v důsledku stavby mimoúrovňovou křižovatku Hlinky přerušena trolejbusová doprava z Mendlova náměstí do Kohoutovic a Nového Lískovce. Dočasná linka číslo x25, vedoucí po Veslařské ulici, byla pro zájem cestujících ponechána i po dokončení stavby křižovatky pod číslem 29. Kvůli klesající poptávce po přepravě byla linka v roce 2013 zrušena.
V červnu 2024 byla kvůli špatnému technickému stavu na základě nařízení statika zcela uzavřena celá odstavná plocha ve druhém nadzemním podlaží vozovny. Dopravní podnik tak musel přistoupit ke změně organizace odstavování vozidel i provozu v celém areálu vozovny, neboť trolejbusy začaly být odstavovány pod širým nebem na dvoře. Část vozidel byla přesunuta do vozovny Husovice. Dlouhodobě plánovaná, avšak neustále odsouvaná rekonstrukce objektu měla být provedena v letech 2024–2025, odhadované náklady měly činit asi 400 milionů korun.
V říjnu 2024 bylo rozhodnuto, že bude současná budova vozovny zbourána a v letech 2026–2027 bude postavena nová vozovna.

## Současnost
V srpnu 2021 bylo v komínské vozovně deponováno 59 trolejbusů určených pro osobní dopravu (Škoda 21Tr, Škoda 22Tr, Škoda 25Tr, Škoda 26Tr a Škoda 31Tr), jeden retro trolejbus Škoda 9Tr, a jeden pracovní vůz 14Tr na rozmrazování trolejí.